# LTT 9779
LTT 9779, även kallad Uúba, är en ensam stjärna belägen i den södra delen av stjärnbilden Bildhuggaren. Den har en skenbar magnitud av ca 9,76 och kräver ett teleskop för att kunna observeras. Baserat på parallax enligt Gaia Data Release 3 på ca 12,34 mas beräknas den befinna sig på ett avstånd av ca 264 ljusår (ca 81 parsec) från solen. Den rör sig närmare solen med en heliocentrisk radialhastighet av ca -11 km/s.

## Nomenklatur
Beteckningen LTT 9779 kommer från en av Luytens kataloger över stjärnor med hög egenrörelse.
I augusti 2022 ingick detta planetsystem bland 20 system som skulle namnges av det tredje NameExoWorlds-projektet. På föreslag av ett team från Colombia, godkändes och tillkännagavs i juni 2023 namnet Uúba för LTT 9779 och dess planet gavs namnet Cuancoá, efter ordet på Uúwa-språket som hänvisar till "stjärnor", "frön" eller "ögon" respektive namnet på morgonstjärnan.

## Egenskaper
LTT 9779 är en gul till vit stjärna i huvudserien av spektralklass G7 V. Den har en massa som är lika med cirka en solmassa, en radie av ca 0,95 solradie och utsänder energi från dess fotosfär motsvarande ca 0,71 gånger solen vid en effektiv temperatur av ca 5 400 K.

## Planetsystem
Upptäckten av exoplaneten LTT 9779 b med hjälp av TESS publicerades 2020. Den är en ultrahet Neptunus med ungefär 29 gånger större massa och 4,7 gånger större radie än jorden och en omloppsperiod på mindre än ett dygn. Dessa parametrar gör den till en av de få kända planeterna i den Neptunska öknen. Observationer med Spitzerteleskopet har mätt planetens dagstemperatur till 2 305 K, och observationer från CHEOPS har visat att planeten är mycket reflekterande, med en albedo på 80 procent.
En studie publicerad 2019, innan LTT 9779 b bekräftades, föreslog en andra kandidatplanet i systemet baserat på variationer i transittidspunkten, men detta har inte bekräftats, och studien som bekräftade LTT 9779 b fann inga bevis för variationer i transittidspunkten.
| Planet | Massa               | Halv storaxel (AE)       | Siderisk omloppstid (d) | Excentricitet | Inklination   | Radie          |
| ------ | ------------------- | ------------------------ | ----------------------- | ------------- | ------------- | -------------- |
| b      | 29,32 +0,78−0,81 M🜨 | 0,01679 +0,00014−0,00012 | 0,7920520 ± 0,0000093   | <0,01         | 76,39 ± 0,43° | 4,72 ± 0,23 R🜨 |